# 髙梨芳郎
髙梨 芳郎（たかなし よしろう）は、日本の実業家。高梨乳業株式会社の創業者であり、初代社長・会長を務めた人物である。神奈川県出身で、戦後の日本における乳業発展に寄与した。生涯にわたり牛乳・乳製品事業の拡大に尽力し、日本で初めて低脂肪乳を発売するなど多くの業績を残した。横浜工場内の「タカナシ乳業バラ園」を開設したことでも知られる。

## 生い立ちと家業の継承
1908年（明治41年）8月26日、神奈川県に生まれる。髙梨家は戦前から酪農業を営んでおり、芳郎は幼少期より牛の飼育や搾乳の販売を手伝いながら育った。
1931年（昭和6年）には若干23歳で家業（高梨牧場）の経営を引き継ぎ、本格的に牛乳販売業を拡大させていった
戦後まもない1947年（昭和22年）には神奈川県横須賀市議会議員にも選出され、地方政治にも関与した。

## タカナシ乳業の創立
1950年（昭和25年）、髙梨芳郎は現在のタカナシ乳業にあたる「高梨乳業株式会社」を設立し、初代代表取締役社長に就任した。創業当初は神奈川県横須賀市に拠点を置いていたが、事業拡大に伴い1959年（昭和34年）に本社工場を横浜市旭区本宿町へ移転し操業を開始した。以降、群馬工場（1962年操業）や千葉工場（1971年操業）など全国に生産拠点を次々と開設し、販売エリアを拡大した。
髙梨が社長を務めた32年間（1950年～1982年）の間に、同社は大手に次ぐ準大手の乳業メーカーへと成長した。1970年代にはヨーグルトやデザート類など新分野の商品開発にも着手し、1976年（昭和51年）には日本で初めて低脂肪乳（ローファットミルク）の市販化に成功している。また、髙梨の陣頭指揮のもと、1984年（昭和59年）には米国ハーゲンダッツ社との合弁でスーパープレミアムアイスクリーム「ハーゲンダッツ」の国内生産を開始し、自社でも「ミルクプリン」を発売するなど商品の多角化を進めた。1980年代初頭には北海道や岩手県への進出も果たし、生乳供給地との提携や低温殺菌牛乳の発売（1991年）など品質志向の商品展開にも力を注いだ。

## その後の発展と子孫
1982年（昭和57年）、髙梨芳郎は社長職を長男の髙梨昌芳（たかなし まさよし）に譲り、自らは代表取締役会長に就任した。以後も経営の指導にあたりながら、タカナシ乳業の発展に寄与した。髙梨は2001年（平成13年）まで会長職にあり、同年の定時株主総会をもって93歳で経営の第一線から退任している。その後、孫の髙梨信芳（たかなし のぶよし）が2001年に社長に昇格し、現在は3代目の経営者となった。また長女髙梨弘子は経営に参加しなかったが、弘子の長男原直樹は実業家になり、その長女原彩水も実業家となった。

## 業績と評価
髙梨芳郎の経営により、タカナシ乳業は地域の小規模な牛乳販売業から全国規模の乳製品メーカーへと躍進した。その功績の一つに、乳業界で先駆けとなる製品開発が挙げられる。特に前述のとおり1976年発売のローファットミルク（低脂肪乳）は日本初の試みであり、消費者の健康志向に応える商品として評価された。ハーゲンダッツ製品の国内製造受託も、髙梨の積極的な経営判断によるもので、日本におけるプレミアムアイスクリーム市場の拡大に貢献した。さらに「プチヨーグルト」や「おなかへＧＧ!」（特定保健用食品のヨーグルト飲料）などユニークな商品を次々に送り出し、乳製品の多様化に寄与した。
経営面では、地元・神奈川に留まらず北海道から岡山まで生産拠点を整備し、安定した生乳供給ネットワークを構築した点が特筆される。髙梨在任中に築かれた基盤により、同社は明治・森永乳業・雪印メグミルクの「乳業大手3社」に次ぐ中堅メーカーとしての地位を確立している。これらの業績から、髙梨芳郎は戦後日本の酪農・乳業界の発展に寄与した実業家の一人として評価される。

## 社会的貢献とエピソード
髙梨芳郎は本業以外にも地域社会や業界への貢献を行った。戦後間もない横須賀市議会議員就任は、地域の復興や公衆衛生（牛乳の安定供給）への尽力という側面があったとされる。

## 晩年と著作
髙梨芳郎は2001年に会長職を退いた後、公の場に出ることは少なくなった。長年連れ添った妻・寿美栄（すみえ）は1997年に85歳で他界しており、晩年の芳郎は静かに隠居生活を送った。
なお、自身の半生と社業の歩みをまとめた自伝『わが人生 牛乳とばらに生きる』（神奈川新聞社出版局、1985年）を著している。